# Alfred Simon
Alfred Simon (* 4. November 1966 in Linz) ist ein österreichischer Medizinethiker.

## Leben
Von 1985 bis 1987 studierte er Philosophie und Theologie an der PTH St. Pölten und von 1987 bis 1991 Philosophie und Psychologie an der Universität Wien (Sponsion zum Magister der Philosophie Mein Reich ist von dieser Welt. Erfahrung und Reflexion im Frühwerk von Albert Camus). Nach dem Doktoratsstudium (1991–1993) Philosophie an der Universität Wien ist er seit 1996 Geschäftsführer der Akademie für Ethik in der Medizin. 2008 erhielte er die Venia legendi für Medizinethik durch die Medizinische Fakultät der Georg-August-Universität Göttingen. 2014 wurde er zum außerplanmäßigen Professor durch die Medizinische Fakultät der Georg-August-Universität Göttingen ernannt.

## Schriften (Auswahl)
- Ereignis und Totalität. Jean-François Lyotard und Václav Havel im Kontext einer möglichen Pluralität von Wahrheit. Wien 1993.
- Klinische Ethikberatung. Erfahrungen aus dem Krankenhaus Neu-Mariahilf in Göttingen. Dortmund 2000, ISBN 3-928366-64-5.
- Ethische Fragen medizinischer Entscheidungen am Lebensende. Göttingen 2007.